# وردن
وردَن (به فرانسوی: Verdun; تلفظ فرانسوی: [vɛʁdœ̃] ()) با نام رسمی وردن سور موز (به فرانسوی: Verdun-sur-Meuse) از سال ۱۸۰۱ تا پیش از ۱۹۷۰، یک کمون در فرانسه می‌باشد که در دپارتمان موز، گراند اِست واقع شده است. وردن یکی از شهرستان‌های دپارتمان است.

## خصوصیات
وردن ۳۱٫۰۳ کیلومترمربع مساحت و ۱۹٬۶۲۴ نفر جمعیت دارد.

## واژه‌نامه
1. ↑  Arrondissement